# Ievgueni Gléizerov
Ievgueni Gléizerov (en rus: Евгений Глейзеров); nascut el 20 de març de 1963), és un jugador d'escacs rus, que té el títol de Gran Mestre des de 1993.
A la llista d'Elo de la FIDE del gener de 2022, hi tenia un Elo de 2437 punts, cosa que en feia el jugador número 162 (en actiu) de Rússia. El seu màxim Elo va ser de 2600 punts, a la llista de maig de 2011 (posició 232 al rànquing mundial).

## Resultats destacats en competició
El 2001 empatà al 1r-3r lloc amb Stanislav Voitsekhovski i Michal Krasenkow a Barlinek. Empatà als llocs 3r–6è amb David Berczes, Iuri Kuzúbov i Pia Cramling a la Rilton Cup 2008/2009. El 2009 guanyà en solitari el torneig de Parla, per damunt de Renier Vazquez Igarza i Salvador del Río
El 2010 empatà als llocs 1r-6è amb Kamil Mitoń, Lázaro Bruzón, Yuri Gonzalez Vidal, Bojan Kurajica i Bartlomiej Heberla al 4t Torneo Internacional de Ajedrez Ciudad de La Laguna.
El 2011 empatà als llocs 1r–4t amb Qadir Huseynov, Merab Gagunashvili i Serguei Tiviàkov a la 19a edició del Torneig Obert Fajr i va guanyar el Campionat Internacional d'Eslovàquia a Banská Štiavnica (empatat als llocs 1r-3r amb els GMs locals Tomas Petrik i Jan Markos, però superant-los per desempat).

## Partides notables
- Iivo Nei vs Ievgueni Gléizerov, Osterskars op 1995, defensa francesa, variant de l'avenç (C02), 0-1.